# Átil
Para el municipio del cual éste pueblo es cabecera, véase: «Átil (municipio)».
Átil (del idioma pima Atil: "Punta de flecha") es un pueblo mexicano ubicado en el norte del estado de Sonora, en la región del desierto sonorense, el pueblo es cabecera del municipio de Átil y según los datos del Censo de Población y Vivienda realizado en 2020 por el INEGI,  cuenta con una población de 612 habitantes. Fue fundado en 1697 por el misionero jesuita Eusebio Francisco Kino.
Se ubica a 111 km al suroeste de la ciudad fronteriza de Nogales, a 241 km al este de la ciudad portuaria de Puerto Peñasco y a 277 km al norte de Hermosillo, la capital estatal. El pueblo es una de las cabeceras municipales más pequeñas en extensión y menos pobladas del estado.
Los principales atractivos del pueblo el Templo Histórico construido por el padre Eusebio Francisco Kino, Las Ruinas del Templo de Santa Teresa y la presa Cuauhtémoc.
El pueblo es destino de la Ruta de las misiones, ruta turística que visita y recorre varias misiones antiguas situadas en la zona de la Pimería Alta.

## Historia
El pueblo fue fundado en 1697 por el misionero jesuita Eusebio Francisco Kino. Los primeros habitantes eran pimas altos, quienes antes de la conversión llevaban una vida nómada o seminómada. Fue el lugar de residencia de 1756 a 1763 del padre Ignacio Pfefferkorn, autor de la Descripción de la Provincia de Sonora, publicada por primera vez en 1795. Existió también una iglesia misional de la época del padre Eusebio Francisco Kino, de la cual se conservan sus ruinas. 
Átil perteneció durante todo el siglo XIX al distrito de Altar (hoy municipio de Altar). Durante la primera mitad del siglo XIX estuvo administrada por un juez de paz, después a finales de ese siglo se creó por primera Ley el Municipio de Atil y el poblado fue cabecera. En 1930 fue suprimido como municipio e incorporado al de Altar, pero rehabilitado el 24 de diciembre de 1934 definitivamente.

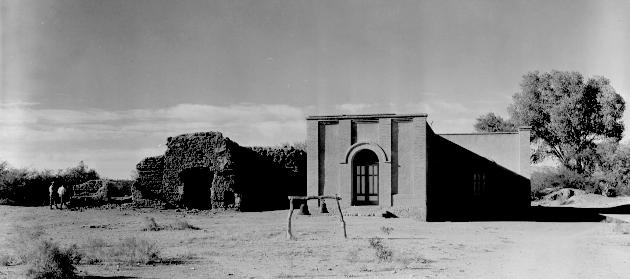
Misión de Santa Teresa de Átil

## Gobierno
Véase también: Gobierno del municipio de Átil
La sede del gobierno municipal se encuentra en este pueblo. El ayuntamiento está integrado por un presidente municipal, un síndico, 3 regidores de mayoría relativa y 2 regidores de representación proporcional.
Pertenece al I Distrito Electoral Federal de Sonora de la Cámara de Diputados del Congreso de la Unión de México con sede en San Luis Río Colorado, y al III Distrito Electoral Local del Congreso del Estado de Sonora con sede en Heroica Caborca.

## Geografía
Véase también: Geografía del municipio de Átil
El pueblo se encuentra localizado en el paralelo 30°53′ de latitud norte y a los 111°34′ de longitud oeste del meridiano de Greenwich, a una altura media de 560 metros sobre el nivel del mar. Tiene una superficie de 0.91 kilómetros cuadrados. El pueblo es cabecera del Municipio de Atil el cual colinda al este con el municipio de Tubutama, al sur con el de Trincheras, al suroeste con el de Oquitoa y al oeste con el de Altar. Su territorio constituye de un plano inclinado de noreste a sureste con algunas zonas accidentadas en la región este. El 85% del territorio son zonas planas y semiplanas. 
Se ubica en la cuenca del río Altar, en el cual penetra a su jurisdicción procedente del municipio de Tubutama y continúa al de Oquitoa. En su trayecto tiene como tributarios a los arroyos Hondo, Guadalupe, el Mundo, los Burros y Valenzuela. Tanto el río como los arroyos, sólo llevan agua en los meses de lluvia.

### Clima
Átil cuenta con un clima muy seco y semicálido, con una temperatura media alta anual de 29 °C, una temperatura media baja anual de 11 °C; las lluvias se tienen en verano en los meses de julio y agosto con una precipitación anual de 400 milímetros, el período de frío intenso se presenta en invierno de diciembre a enero.
| Parámetros climáticos promedio de Átil, Sonora (1951-2010)                      | Parámetros climáticos promedio de Átil, Sonora (1951-2010) | Parámetros climáticos promedio de Átil, Sonora (1951-2010) | Parámetros climáticos promedio de Átil, Sonora (1951-2010) | Parámetros climáticos promedio de Átil, Sonora (1951-2010) | Parámetros climáticos promedio de Átil, Sonora (1951-2010) | Parámetros climáticos promedio de Átil, Sonora (1951-2010) | Parámetros climáticos promedio de Átil, Sonora (1951-2010) | Parámetros climáticos promedio de Átil, Sonora (1951-2010) | Parámetros climáticos promedio de Átil, Sonora (1951-2010) | Parámetros climáticos promedio de Átil, Sonora (1951-2010) | Parámetros climáticos promedio de Átil, Sonora (1951-2010) | Parámetros climáticos promedio de Átil, Sonora (1951-2010) | Parámetros climáticos promedio de Átil, Sonora (1951-2010) |
| Mes                                                                             | Ene.                                                       | Feb.                                                       | Mar.                                                       | Abr.                                                       | May.                                                       | Jun.                                                       | Jul.                                                       | Ago.                                                       | Sep.                                                       | Oct.                                                       | Nov.                                                       | Dic.                                                       | Anual                                                      |
| ------------------------------------------------------------------------------- | ---------------------------------------------------------- | ---------------------------------------------------------- | ---------------------------------------------------------- | ---------------------------------------------------------- | ---------------------------------------------------------- | ---------------------------------------------------------- | ---------------------------------------------------------- | ---------------------------------------------------------- | ---------------------------------------------------------- | ---------------------------------------------------------- | ---------------------------------------------------------- | ---------------------------------------------------------- | ---------------------------------------------------------- |
| Temp. máx. abs. (°C)                                                            | 34.0                                                       | 35.8                                                       | 38.0                                                       | 39.0                                                       | 44.0                                                       | 46.0                                                       | 45.0                                                       | 45.0                                                       | 44.0                                                       | 43.0                                                       | 37.0                                                       | 38.0                                                       | 46.0                                                       |
| Temp. máx. media (°C)                                                           | 20.7                                                       | 22.1                                                       | 24.3                                                       | 28.4                                                       | 32.8                                                       | 37.4                                                       | 37.4                                                       | 36.3                                                       | 35.3                                                       | 31.0                                                       | 25.1                                                       | 21.0                                                       | 29.3                                                       |
| Temp. media (°C)                                                                | 11.9                                                       | 13.1                                                       | 15.1                                                       | 18.3                                                       | 22.2                                                       | 27.0                                                       | 29.2                                                       | 28.7                                                       | 26.7                                                       | 21.8                                                       | 15.8                                                       | 12.3                                                       | 20.2                                                       |
| Temp. mín. media (°C)                                                           | 3.2                                                        | 4.1                                                        | 5.9                                                        | 8.1                                                        | 11.6                                                       | 16.6                                                       | 21.0                                                       | 21.0                                                       | 18.0                                                       | 12.6                                                       | 6.6                                                        | 3.6                                                        | 11.0                                                       |
| Temp. mín. abs. (°C)                                                            | -12.0                                                      | -8.0                                                       | -5.0                                                       | -3.0                                                       | 0.0                                                        | 6.0                                                        | 9.0                                                        | 10.0                                                       | 6.0                                                        | -3.0                                                       | -6.0                                                       | -10.0                                                      | -12.0                                                      |
| Precipitación total (mm)                                                        | 24.4                                                       | 26.2                                                       | 21.0                                                       | 9.6                                                        | 5.1                                                        | 9.0                                                        | 87.6                                                       | 100.4                                                      | 37.3                                                       | 22.0                                                       | 19.6                                                       | 37.9                                                       | 400.1                                                      |
| Días de precipitaciones (≥ 0.1 mm)                                              | 3.0                                                        | 2.5                                                        | 2.2                                                        | 1.0                                                        | 0.6                                                        | 1.0                                                        | 8.2                                                        | 7.9                                                        | 3.4                                                        | 1.8                                                        | 1.9                                                        | 3.5                                                        | 37.0                                                       |
| Fuente: Servicio Meteorológico Nacional. Actualizado el 3 de diciembre de 2016. |                                                            |                                                            |                                                            |                                                            |                                                            |                                                            |                                                            |                                                            |                                                            |                                                            |                                                            |                                                            |                                                            |

## Demografía
Según el Censo de Población y Vivienda realizado en 2020 realizado por el Instituto Nacional de Estadística y Geografía (INEGI), el pueblo tiene un total de 612 habitantes, de los cuales 301 son hombres y 311 mujeres, con una densidad poblacional de 672.52 hab/km². En 2020 había 284 viviendas, pero de estas 183 viviendas estaban habitadas, de las cuales 47 estaban bajo el cargo de una mujer. Del total de los habitantes, 1 persona mayor de 3 años (0.16% del total) habla alguna lengua indígena; mientras que 1 habitante (0.16%) se considera afromexicano o afrodescendiente.
El 97.06% del municipio pertenece a la religión católica, el 1.47% es cristiano evangélico/protestante o de alguna variante, mientras que el 1.47% no profesa ninguna religión.

### Educación y salud
Según el Censo de Población y Vivienda de 2020; 3 niños de entre 6 y 11 años (0.49% del total), 1 adolescentes de entre 12 y 14 años (0.16%), 29 adolescentes de entre 15 y 17 años (4.74%) y 14 jóvenes de entre 18 y 24 años (2.29%) no asisten a ninguna institución educativa. 10 habitantes de 15 años o más (1.63%) son analfabetas, 7 habitantes de 15 años o más (1.14%) no tienen ningún grado de escolaridad, 41 personas de 15 años o más (6.86%) lograron estudiar la primaria pero no la culminaron, 18 personas de 15 años o más (2.88%) iniciaron la secundaria sin terminarla, teniendo el pueblo un grado de escolaridad de 9.07.
La cantidad de población que no está afiliada a un servicio de salud es de 150 personas, es decir, el 24.51% del total municipal, de lo contrario, el 75.49% sí cuenta con un seguro médico ya sea público o privado. En el territorio, 42 personas (6.86%) tienen alguna discapacidad o límite motriz para realizar sus actividades diarias, mientras que 5 habitantes (0.8%) poseen algún problema o condición mental.

### Población histórica
Evolución de la cantidad de habitantes desde el evento censal del año 1921:
| Año           | 1921 | 1930 | 1940 | 1950 | 1960 | 1970 | 1980 | 1990 | 1995 | 2000 | 2005 | 2010 | 2020 |
| Población     | 381  | 422  | 392  | 692  | 852  | 756  | 829  | 754  | 752  | 699  | 715  | 609  | 612  |
| Fuente: INEGI |      |      |      |      |      |      |      |      |      |      |      |      |      |

## Economía
La economía se basa en la agricultura con tierras irrigadas por la reserva Cuauhtémoc localizada al norte del municipio. También se práctica la ganadería.
De acuerdo con el censo nacional elaborado por el INEGI, la población económicamente activa (PEA) en el año 2010 fue de 248 habitantes de los cuales 188 (el 75.6%) representan la PEA total con una ocupación. La PEA representa el 39.6 % de la población total del municipio.

## Cultura

### Monumentos históricos
- Las ruinas de la misión de Santa Teresa, construida por el Padre Kino;
- El antiguo templo de San Francisco de Asís, edificado por Jacobo Sedelmayer en el año de 1730.

### Fiestas y celebraciones
- 15 de mayo: fiestas de San Isidro
- 19-23 de mayo: Festival Eusebio Kino
- 15 de agosto: fiesta de la Virgen de la Asunción
- 4 de octubre: fiesta patronal en honor de San Francisco de Asís, y "Baile de la Trenza"[11]